# Холдинг, Роб
Роб Хо́лдинг (англ. Rob Holding; 20 сентября 1995 года, Теймсайд, Англия) — английский футболист, защитник клуба «Колорадо Рэпидз».

## Клубная карьера
Холдинг является воспитанником «Болтона». Пришёл в академию в девять лет, окончил её в 2014 году. Не попав в состав основной команды, отправился в аренду в «Бери» до конца сезона 2014/2015. Провёл за временную команду всего один матч, выйдя на замену в поединке против «Кембридж Юнайтед».
11 августа 2015 года Холдинг дебютировал-таки за Болтон в поединке Кубка футбольной лиги против «Бертон Альбион». Спустя четыре дня футболист дебютировал в Чемпионшипе в поединке против «Мидлсбро».
22 июля 2016 года Холдинг подписал контракт с «Арсеналом», тут же отправившись с командой на сборы. 14 августа 2016 года дебютировал в Премьер-лиге в поединке против «Ливерпуля», выйдя на поле в стартовом составе.

## Карьера в сборной
Игрок молодёжной сборной Англии. 23 мая 2016 года дебютировал за неё в поединке против Гвинеи.

## Достижения
«Арсенал» Лондон
- Обладатель Кубка Англии (2): 2016/17, 2019/20
- Обладатель Суперкубка Англии (3): 2017, 2020, 2023

## Личная жизнь
В 2018 году Роб нашёл свою любовь — Пейдж Альмендарис.